# Embelia undulata
Embelia undulata är en viveväxtart som först beskrevs av Nathaniel Wallich, och fick sitt nu gällande namn av Carl Christian Mez. Embelia undulata ingår i släktet Embelia och familjen viveväxter. Inga underarter finns listade i Catalogue of Life.